# Dolné Saliby
Dolné Saliby es un municipio del distrito de Galanta en la región de Trnava, Eslovaquia, con una población estimada a final del año 2024 de 2024 habitantes.
Se encuentra ubicado en el centro-sur de la región, en la depresión danubiana y cerca del río Váh (cuenca hidrográfica del Danubio) y de la región de Bratislava.

## Demografía
| Año        | 1994 | 2004    | 2014    | 2024    |
| ---------- | ---- | ------- | ------- | ------- |
| Población  | 1912 | 1957    | 1954    | 2024    |
| Diferencia |      | +2,35 % | −0,15 % | +3,58 % |

| Año        | 2023 | 2024    |
| ---------- | ---- | ------- |
| Población  | 2036 | 2024    |
| Diferencia |      | −0,58 % |